# Графство Ханау-Мюнценберг
Графството Ханау-Мюнценберг (на немски: Grafschaft Hanau-Münzenberg) е територия на Свещената Римска империя и на стария Дойче райх. Създава се през 1458 г. от Графство Ханау. Резиденцията е град Ханау.

## История
През 1458 г. Графство Ханау е разделено на графствата Ханау-Мюнценберг и Ханау-Лихтенберг. През 1642 г. Ханау-Мюнценберг се съединява с Ханау-Лихтенберг. След измирането на графовете на Ханау частта Ханау-Мюнценберг отива 1736 г. към Ландграфство Хесен-Касел, а Ханау-Лихтенберг на Ландграфство Хесен-Дармщат.
Първият граф на Ханау-Мюнценберг е четиригодишният Филип I Млади (1449 – 1500).
През 1610 г. Филип Лудвиг II фон Ханау-Мюнценберг и Йохан Райнхард I фон Ханау-Лихтенберг сключват наследствен договор. При изчезване на едната линия другата трябва да поеме наследството.
През 1632, 1707 и 1754 г. в графство Ханау-Мюнценберг се провежда преброяване :
- 1632: 5140 фамилии
- 1707: 6706 фамилии
- 1754: 48 000 жители

През 1785 и 1786 г. в Ханау са родени братята Якоб и Вилхелм Грим.